# Marie-Josée Bazin
Marie-Josée Bazin, född 3 maj 1952, är en fransk bågskytt. Han deltog vid olympiska sommarspelen 1988.